# Feedbooks
Feedbooks è una biblioteca digitale e un servizio di pubblicazione cloud per libri originali e di pubblico dominio, fondata nel giugno 2007 a Parigi, in Francia. L'obiettivo principale del sito è fornire e-book con una composizione tipografica di alta qualità e in formati multipli, in particolare EPUB, Kindle, PDF. Dal sito è possibile creare PDF impostando dimensioni del documento e margini personalizzati. Feedbooks offre più di 80,000 ebook.
I libri autopubblicati vengono modificati tramite un'interfaccia web; sono anche accessibili tramite siti web dedicati al Kindle e in formato mobile. L'interfaccia supporta inoltre la creazione di note tipografiche.